# Torneo Nacional de Asociaciones 2017
El Torneo Nacional de Asociaciones de 2017 fue la segunda edición del torneo de rugby que enfrentó a equipos representantes de las principales asociaciones regionales de Chile.

## Formato
Los equipos se enfrentaron en formato de todos contra todos a una sola ronda, resultando campeón el equipo que obtuviera mayor cantidad de puntos al final del torneo.

## Desarrollo
|  | Campeón. |

| Pos. | Equipo         | Encuentros | Encuentros | Encuentros | Encuentros | Tantos | Tantos | Tantos | PB | PB | Puntos |
| Pos. | Equipo         | PJ         | PG         | PE         | PP         | F      | C      | Dif    | BO | BD | Puntos |
| ---- | -------------- | ---------- | ---------- | ---------- | ---------- | ------ | ------ | ------ | -- | -- | ------ |
| 1.º  | Concepción     | 3          | 3          | 0          | 0          | 77     | 56     | +21    | 2  | 0  | 14     |
| 2.º  | Valparaíso     | 3          | 2          | 0          | 1          | 75     | 56     | +19    | 1  | 0  | 9      |
| 3.º  | Santiago       | 3          | 1          | 0          | 2          | 84     | 88     | -4     | 2  | 1  | 7      |
| 4.º  | Norte de Chile | 3          | 0          | 0          | 3          | 50     | 86     | -36    | 0  | 2  | 2      |

| Bandera de Chile   |
| Campeón Concepción |
| Primer título      |